# Oh! great
Ito Ogure  (大暮維人?, Ōgure Ito), in arte Oh! great (Hyūga, 22 febbraio 1972), è un fumettista e character designer giapponese.
Oh! great è lo pseudonimo utilizzato dal mangaka e dal suo team per firmare le proprie opere. Nasce come gioco di parole partendo dal suo vero nome, letto "alla giapponese". Inoltre Oh  (王?, Ō), significa re in giapponese, il che rende possibile intendere il suo pseudonimo come Grande re.

## Biografia
Nato a Hyuga (prefettura di Miyazaki), Ogure iniziò la sua carriera da fumettista disegnando per diversi anni brevi storie hentai, tra cui September Kiss. Il suo successo popolare arrivò però con Inferno e paradiso, pubblicato per la prima volta nel 1997 dalla rivista seinen Ultra Jump, da cui è stato tratto un omonimo anime.

## Opere
Sebbene in un primo momento non abbiano avuto molto successo, grazie a Inferno e paradiso prima e Air Gear poi, queste hanno reso Oh! great un fumettista celebre tra gli appassionati di manga. 
Le sue opere sono caratterizzate da frequenti scene di nudità femminili mischiate a violenza e commedia demenziale.

### Manga
- Engine Room (1996), per adulti
- 5 ~Five~ (1997), per adulti
- Inferno e paradiso (1997-2010)[4][5]
- JUNK STORY (1998), per adulti
- Burn-Up Excess (1998)
- Burn-Up W (1998)
- Himiko-Den (1998-1999)
- Majin Devil (1999-2001)
- Air Gear (2002-2012)[4]
- NAKED STAR (2004), per adulti
- Biorg Trinity (2012-2017)[4], disegni di Oh! Great e trama di Otaro Maijo
- Bakemonogatari (2018-2023)[6][7], tratto dalla light novel di Nisio Isin[8][4]
- Kaijin Fugeki (2024-in corso)[9]

### Animazione
- Ultra Jump Megamix Vol.1 (2003)

### Libri d'illustrazioni
- Ogure Ito Himiko-den genga shuu (1999)

### Personaggi di videogiochi
- Tekken 5 (2004), design dei costumi per i personaggi di Asuka Kazama e Yoshimitsu[4]
- Soulcalibur IV (2008), design del personaggio Ashlotte[4]
- Tekken 6 (2009), design dei costumi per il personaggio di Lili Rochefort[4]
- Tekken Tag Tournament 2 (2012), design di un costume per il personaggio di Anna Williams[10]
- Digimon Story: Cyber Sleuth (2015), design delle creature[11][12]
- Disney Star Smash (2021), design dei personaggi[13]